# Werner Dürrson
Werner Thomas Dürrson (eigentlich Werner Thomas Dürr, * 12. September 1932 in Schwenningen am Neckar; † 17. April 2008 in Neufra) war ein deutscher Schriftsteller.

## Leben
Nach der  Mittleren Reife im Jahre 1949 absolvierte Dürrson eine Handwerkslehre in Stuttgart. Von 1953 bis 1955 studierte er mit einem Stipendium am Musiklehrerseminar in Trossingen, wo er 1955 das Staatsexamen ablegte. Er holte 1957 das Abitur nach und studierte anschließend Germanistik, Romanistik und Musikwissenschaft in München und Tübingen. 1962 promovierte er in Tübingen. 
Von 1962 bis 1968 war er Dozent für deutsche Sprache und Literatur an der Universität in Poitiers und von 1968 bis 1978 an einem Privatinstitut in Zürich. Seitdem lebte Dürrson als freier Schriftsteller und Übersetzer in Oberschwaben und Paris. Er schrieb Lyrik, Erzählungen und Essays; daneben übersetzte er aus dem Französischen. Während sein frühes Werk noch unter dem Einfluss von Hermann Hesse steht, erhielt er während seines Frankreichaufenthalts grundlegende Impulse von surrealistischen Künstlern wie Max Ernst und Autoren wie René Char. 
Er starb mit 75 Jahren auf Schloss Neufra.
Dürrson war Mitglied des Verbandes Deutscher Schriftsteller, des PEN-Zentrums der Bundesrepublik Deutschland, der Association Internationale des Critiques Littéraires und der Humboldt-Gesellschaft.

## Einzeltitel

### Wissenschaftliches
- Hermann Hesse. Vom Wesen der Musik in der Dichtung. Stuttgart 1957[2]
- Untersuchungen zur poetischen und musikalischen Metrik, Tübingen 1962[2]

### Literarisches
- Blätter im Wind, Stuttgart 1959[2]
- Kreuzgänge, Tuttlingen 1960[2]
- Dreizehn Gedichte, Stierstadt i.Ts. 1965
- Schattengeschlecht, Köln 1965
- Flugballade, Köln 1966
- Drei Dichtungen, Freiburg im Breisgau 1971
- Höhlensprache, Stuttgart 1974
- Mitgegangen, mitgehangen, Darmstadt 1975
- Werner Dürrson, Leonberg 1976
- Schubart, Christian Friedrich Daniel, Frankfurt am Main 1980
- Schubart-Feier, Stuttgart 1980
- Läuse flöhen meine Lieder, Stuttgart 1981
- Werner Dürrson, München 1981
- Stehend bewegt, Leonberg 1982
- Der Luftkünstler, Schloß Scheer 1983
- Das Kattenhorner Schweigen, Weingarten 1984
- Feierabend, Neuß u. a. 1985
- Blochaden, Düsseldorf 1986
- Wie ich lese?, Warmbronn 1986
- Denkmal fürs Wasser, Stuttgart 1987
- Kosmose, Warmbronn 1987
- Ausleben, Moos u. a. 1988
- Abbreviaturen, Warmbronn 1989
- Auch kräht hier der Hahn noch, Sigmaringendorf 1989
- Katzen-Suite, Warmbronn 1989
- Werke, Moos u. a.
  - 1. Dem Schnee verschrieben, 1992
  - 2. Beschattung, 1992
  - 3. Gegensprache, 1992
  - 4. Kleist für Fortgeschrittene, 1992
  - 5. Stimmen aus der Gutenberg-Galaxis, 1997
  - 6. Aufgehobene Zeit, 2002
- Oberschwaben, Konstanz 1994 (zusammen mit Peter Horlacher)
- Ausgewählte Gedichte, Hamburg 1995
- Der verkaufte Schatten, Hamburg 1997
- Wasserspiele, Bodman 1999
- Pariser Spitzen, Waldburg 2000
- Gegenflut, Stuttgart 2003
- Lohmann oder die Kunst, sich das Leben zu nehmen. Eine romaneske Biographie, Tübingen 2007

## Übersetzung
- Frédéric Clément: Die Wunder-Boutique, München u. a. 1997
- Yvan Goll: Der Triumphwagen des Antimons, Frankfurt am Main u. a. 1973
- Margarete von Navarra: Die Liebesgedichte, Darmstadt 1974
- Henri Michaux: Eckpfosten, München u. a. 1982
- Henri Michaux: Momente, München u. a. 1983
- Arthur Rimbaud: Une saison en enfer, Stuttgart 1970
- Donatien-Alphonse-François de Sade: Vom Unglück der Tugend, Eggingen 1989
- Wilhelm von Aquitanien: Gesammelte Lieder, Zürich 1969

## Ehrungen
- 1951 Lyrikpreis der Südwest Presse
- 1973 Deutscher Kurzgeschichtenpreis
- 1978 Literaturpreis der Stadt Stuttgart
- 1980 Schubart-Literaturpreis
- 1983 Deutscher Kurzgeschichtenpreis
- 1985 Bodensee-Literaturpreis
- Bundesverdienstkreuz am Bande (30. Juli 1992)[3]
- 1997 Eugen Viehof-Ehrengabe der Deutschen Schillerstiftung
- 2001 Eichendorff-Literaturpreis
- 2004 Villa-Massimo-Stipendium